# Kenny Sansom
Kenneth Graham Sansom (Camberwell, 26 de setembro de 1958), é um ex-futebolista profissional inglês que atuava como lateral-esquerdo.

## Carreira
Kenny Sansom fez parte do elenco da Seleção Inglesa de Futebol, da Copa de 1982 e 1986.